# Moutiers-Saint-Jean
Moutiers-Saint-Jean is een gemeente in het Franse departement Côte-d'Or (regio Bourgogne-Franche-Comté) en telt 250 inwoners (1999). De plaats maakt deel uit van het arrondissement Montbard.

## Geografie
De oppervlakte van Moutiers-Saint-Jean bedraagt 5,0 km², de bevolkingsdichtheid is 50,0 inwoners per km².
De onderstaande kaart toont de ligging van Moutiers-Saint-Jean met de belangrijkste infrastructuur en aangrenzende gemeenten.

## Demografie
Onderstaande figuur toont het verloop van het inwonertal (bron: INSEE-tellingen).